# 5 Pułk Strzelców Konnych (powstanie listopadowe)

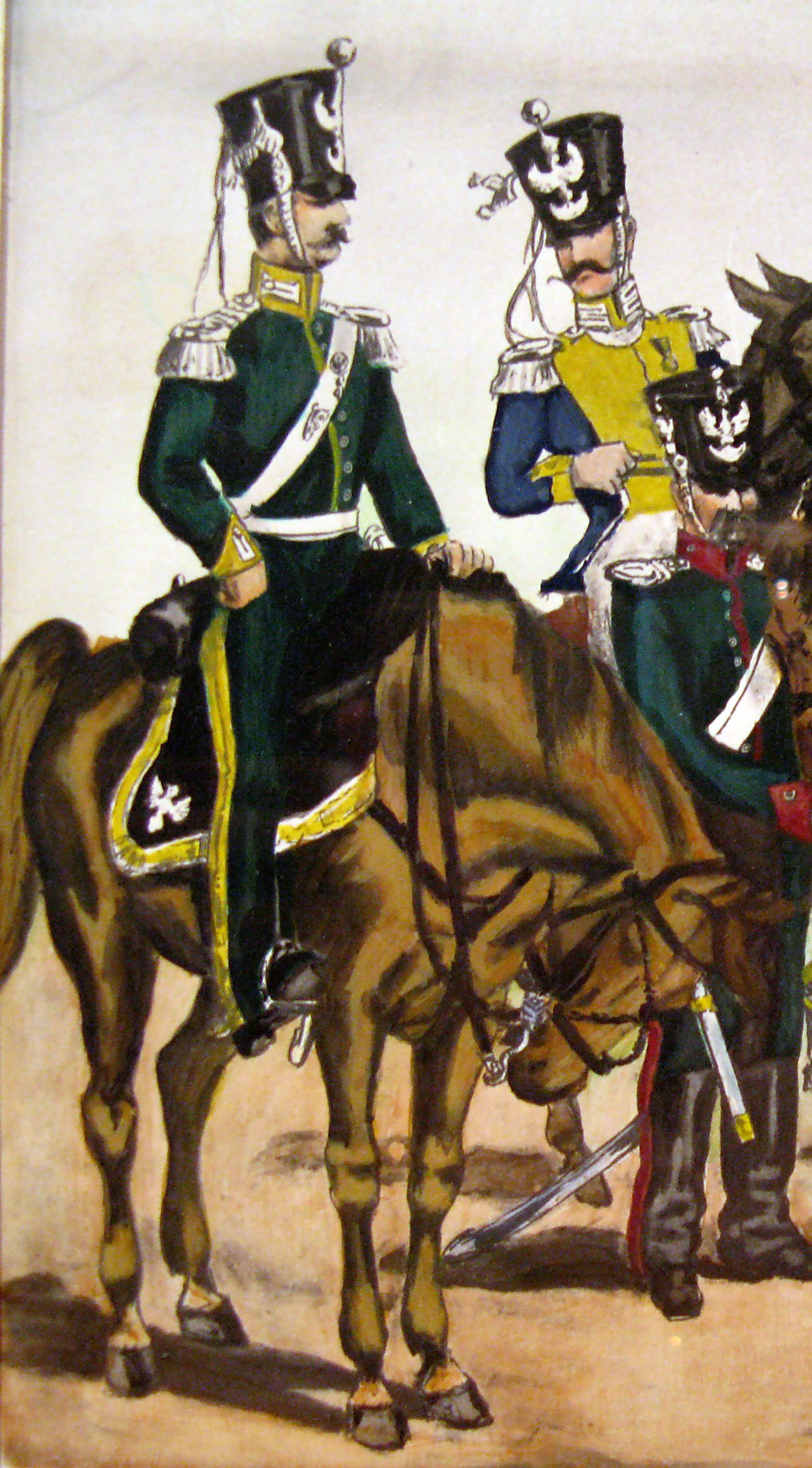
Żołnierz 5 psk (z lewej)

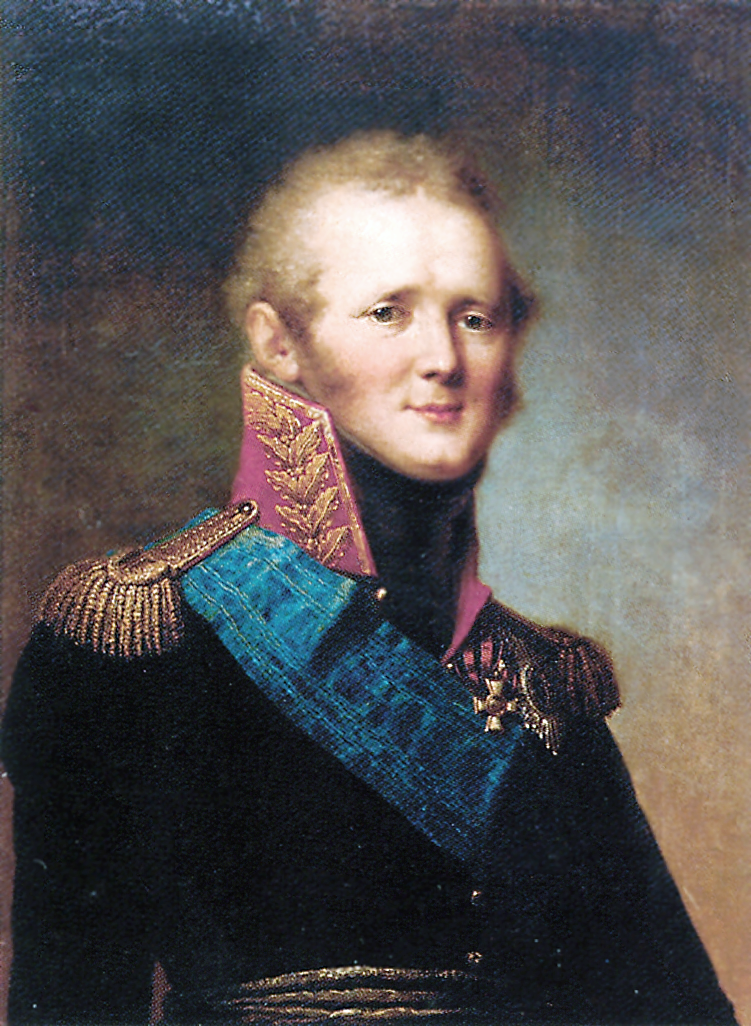
Aleksander I - szef pułku

Pułk 5 Strzelców Konnych – oddział szaserów Wojska Polskiego Królestwa Kongresowego i okresu powstania listopadowego.
Utworzone w 1815 szwadrony wzorowe strzelców konnych przybrały 20 czerwca 1815 nazwę Pułk Strzelców Konnych Gwardii. 15 marca 1818 szefem pułku został cesarz Aleksander I Romanow. 19 stycznia 1831 pułk przemianowany na nr 5 strzelców konnych. W czasie wojny otrzymał 2 krzyże kawalerskie, 28 złotych i 39 srebrnych.
Stanowisko: Warszawa.

## Strzelcy konni gwardii
Dowódcy pułku:
- płk Tomasz Jan Siemiątkowski (do 1817)
- gen. dyw. Zygmunt Kurnatowski (1818-1830)
- płk Bonifacy Jagmin (od 7 grudnia 1830)
- płk Benedykt Zielonka (od 24 marca 1831)

Oficerowie:
- ppłk Seweryn Krzyżanowski
- por. Kazimierz Szamowski
- ppor. Edmund Krasicki

Żołnierze:
- Wincenty Morze

## Walki pułku
Pułk brał udział w walkach w czasie powstania listopadowego.
Bitwy i potyczki:
- Warszawa (29 i 30 listopada 1831);
- Wyszków (11 lutego);
- Wawer i Nowa Wieś (19 lutego);
- Białołęka (25 lutego);
- Niwiska (17 kwietnia);
- Beresteczko (19 kwietnia);
- Trzebucza (30 kwietnia);
- Nur (17 i 22 maja);
- Gostery (25 maja);
- Ostrołęka (26 maja);
- Raciąż (23 lipca).